# David William Dye
David William Dye (30 de diciembre de 1887 - 18 de febrero de 1932) fue un físico británico. Miembro de la Royal Society, intervino en las investigaciones que culminaron con la invención de los primeros relojes de cuarzo, empleados como patrones horarios.

## Semblanza
Dye era el tercer hijo del concejal Charles Dye, que fue alcalde de Portsmouth en 1906. Después de asistir a la escuela técnica local en Portsmouth, estudió una licenciatura en la Universidad de Londres. Completó su formación práctica en la British Thomson-Houston Company en Rugby, antes de incorporarse al National Physical Laboratory en 1910, donde fue nombrado jefe de la Sección de Normas y Medidas Eléctricas en 1919.
Desarrolló técnicas para el uso de diapasones como un estándar de tiempo de precisión cuando se mantienen en vibración continua, lo que proporcionó un estándar nacional muy preciso mediante el desarrollo del dispositivo denominado ondámetro. El trabajo condujo a la construcción de un reloj estándar con una precisión de una parte en un millón, una gran mejora con respecto a los métodos de medición existentes que tenían una precisión de solo una parte en mil. Finalmente, se dedicó a la investigación sobre cristales piezoeléctricos para desarrollar el primer reloj de cuarzo. Louis Essen se unió al grupo de investigación de Dye en el Laboratorio Nacional de Física en 1929 y continuó desarrollando relojes prácticos después de la muerte de Dye.
En 1927, había pasado a desarrollar un magnetómetro capaz de medir el elemento vertical del campo magnético de la Tierra, que era tan preciso que se incorporó al Observatorio Magnético Abinger.
En 1928 fue elegido Miembro de la Royal Society. Su cita de solicitud decía que

Ha establecido estándares precisos y permanentes de capacidad e inductancia adecuados para frecuencias de radio, y ha desarrollado un estándar autónomo de frecuencias de radio de alta precisión que incorpora un control de diapasón. Miembro del Comité Nacional de Telegrafía Inalámbrica y del Comité Internacional de Estándares y Medidas de Radio. Una autoridad en mediciones eléctricas estándar y mediciones de precisión y en las propiedades magnéticas de los materiales. Publicaciones: - "Cálculo de un patrón primario de inductancia mutua" (Proc Roy Soc, A 101); "El diapasón mantenido por la válvula como patrón de tiempo de precisión" (ibid, A 103); "Un medidor de ondas armónico estándar autónomo" (Phil Trans, A 224). Autor de artículos sobre mediciones magnéticas y sobre mediciones de radio en el Diccionario de física de Glazebrook, y coautor de artículos sobre mediciones magnéticas, medición de corriente de alta frecuencia, etc.

## Publicaciones
- Cook, A. (2001). «Time and the Royal Society». Notes and Records of the Royal Society 55: 9-27. S2CID 120948178. doi:10.1098/rsnr.2001.0123.
- a., E. V. (1932). «David William Dye. 1887-1932». Biographical Memoirs of Fellows of the Royal Society 1 (1): 75-78. JSTOR 768964. doi:10.1098/rsbm.1932.0016.
- Marrison, Warren A. (1948). «The Evolution of the quartz crystal clock». Bell System Technical Journal 27 (3): 510-88. doi:10.1002/j.1538-7305.1948.tb01343.x. Archivado desde el original el 17 de julio de 2011.